# Åsberget, Dalarna
Åsberget är ett berg i Dalarna, mellan Mora och Leksand, väster om Siljan.
På Åsberget ligger Solleröåsens fäbod. Utsikten från fäboden är storslagen, klara dagar ser man, förutom Sollerön i Siljan, bland annat Mora tätort och skidanlägningen Orsa Grönklitt.